# FC Kaisar Kyzylorda
El FC Kaisar (en kazajo: Қайсар Футбол Клубы) es un equipo de fútbol de Kazajistán que juega en la Liga Premier de Kazajistán, la primera categoría de fútbol del país.

## Historia
Fue fundado en el año 1968 en la ciudad de Kyzylorda con el nombre Volna 1968 y han tenido varios nombres a lo largo de su historia, los cuales han sido:
- 1968 : Volna 1968
- 1969 : Avtomobilist
- 1974 : Orbita
- 1979 : Meliorator
- 1990 : Kaisar
- 1996 : Kaisar-Munai por razones de patrocinio
- 1997 : Kaisar-Hurricane por razones de patrocinio
- desde 2001 : Kaisar

Son uno de los equipos fundadores de la Super Liga de Kazajistán en 1992 tras la independencia de Kazajistán de la Unión Soviética y solamente se han perdido 4 temporadas de la máxima categoría, aunque nunca ha sido campeón de la misma. Su temporada más exitosa ha sido la de 1998, año en que ganaron su primer Copa de Kazajistán.
A nivel internacional han participado en 3 torneos continentales, dos de ellos en la AFC, en donde su mejor participación ha sido en la Recopa de la AFC 1999-2000, en la cual fueron eliminados en la segunda ronda por el Navbahor Namangan de Uzbekistán.

## Palmarés
- Primera División de Kazajistán: 3

1995, 2005, 2013
- Copa de Kazajistán: 2

1998, 2019

## Participación en competiciones internacionales

### AFC
| Temporada | Torneo           | Ronda | Club                  | Casa | Visita | Global      |
| --------- | ---------------- | ----- | --------------------- | ---- | ------ | ----------- |
| 1998/99   | Recopa de la AFC | 1     | Nisa Aşgabat          | 1–1  | 0–1    | 1–1         |
| 1999-2000 | Recopa de la AFC | 1     | Khuja Karim Gazimalik | 3–0  | 0–3    | 3–3 (4:3 p) |
| 1999-2000 | Recopa de la AFC | 2     | Navbahor Namangan     | 2–2  | 0–1    | 2–3         |

### UEFA
| Temporada | Torneo      | Ronda         | Club  | Casa | Visita | Global |
| --------- | ----------- | ------------- | ----- | ---- | ------ | ------ |
| 2020-21   | Liga Europa | Segunda ronda | APOEL | 1–4  | –      | 1–4    |

## Entrenadores desde 2002
- Marat Esmuratov (2002)
- Bulat Esmagambetov (2003)
- Tleuhan Turmagambetov (mayo de 2003–octubre de 2006)
- Viktor Kumykov (2003–2004)
- Sergei Gorokhovodatskiy (2007)
- Vladimir Nikitenko (2008–2008)
- Khazret Dyshekov (abril de 2009)
- Sultan Abildaev (2009–agosto de 2009)
- Tleuhan Turmagambetov (agosto de 2009)
- Vladimir Linchevskiy (2009–2011)
- Algimantas Liubinskas (2011–12)
- Sergei Kogai (2012–abril de 2012)
- Vladimir Nikitenko (abril de 2012–diciembre de 2012)
- Sergei Volgin (2013)
- Dmitriy Ogai (noviembre de 2013–julio de 2015)
- Fyodor Shcherbachenko (agosto de 2015–noviembre de 2015)
- Stoycho Mladenov (noviembre de 2015-)

## Jugadores

### Jugadores destacados
- Maksat Baizhanov
- Juraj Piroska
- Dzintars Sproģis
- Maxim Tsygalko